# Strada statale 296 della Scafa
La strada statale 296 della Scafa (SS 296), precedentemente strada regionale 296 della Scafa (SR 296), è una strada che collega l'aeroporto di Roma-Fiumicino con Ostia.

## Storia
La strada statale 296 venne istituita nel 1960.
In seguito al decreto legislativo n. 112 del 1998, dal 1º febbraio 2002 la gestione è passata dall'ANAS alla Regione Lazio, che ha ulteriormente devoluto le competenze alla Provincia di Roma; dal 5 marzo 2007 la società Astral ha acquisito la titolarità di concessionario della strada.
In seguito al Decreto del Consiglio dei Ministri del febbraio 2018 la gestione della strada è tornata all'ANAS.

## Percorso
La strada ha inizio nei pressi dell'aeroporto di Roma-Fiumicino, da una rotonda dalla quale è possibile anche raggiungere l'A91 Roma-Fiumicino. La strada lungo l'intero percorso è a doppia carreggiata con due corsie per senso di marcia, e la prima parte di tracciato si sviluppa con un viadotto che permette di attraversare alcuni ostacoli artificiali e naturali, quali il vecchio tracciato della linea ferroviaria Roma–Fiumicino, la via Portuense e il canale di Traiano.
Giunti quindi sull'Isola Sacra, la strada prosegue con un rettilineo in direzione sud-est, e vede la presenza di diversi semafori che regolano le poche intersezioni a raso presente lungo il suo percorso. In questo tratto, la strada è anche affiancata da una complanare funzionale al traffico locale e all'eliminazione degli accessi privati sulla strada stessa.
La strada supera quindi il fiume Tevere, che segna anche il confine tra i comuni di Fiumicino e Roma, mediante il ponte Tor Boacciana e finisce per innestarsi sulla ex strada statale 8 Via del Mare a metà strada tra Ostia e Ostia Antica.